# سباستین کوشا
سباستین کوشا (اسلواکی: Sebastian Kóša؛ زادهٔ ۱۳ سپتامبر ۲۰۰۳) بازیکن فوتبال اهل اسلواکی است.
از باشگاه‌هایی که در آن بازی کرده است می‌توان به باشگاه فوتبال اسپارتاک ترناوا اشاره کرد.
وی همچنین در تیم‌های ملی فوتبال زیر ۱۷ سال اسلواکی، زیر ۲۱ سال اسلواکی و اسلواکی بازی کرده است.